# Acidente aéreo de Alan Kulwicki
Na noite de 1 de abril de 1993, o campeão da NASCAR, Alan Kulwicki, foi morto em um acidente aéreo quando o turboélice Swearingen Merlin III em que ele viajava caiu perto de Blountville, Tennessee, durante a aproximação do Aeroporto Regional Tri-Cities. Todas as quatro pessoas a bordo, incluindo dois executivos da rede de restaurantes Hooters morreram.
Kulwicki estava sendo transportado de uma apresentação promocional em Knoxville, Tennessee, para o Bristol Motor Speedway para o funcionamento do Food City 500 em 4 de abril de 1993. Uma investigação determinou que a causa provável do acidente foi a falha do piloto em operar o sistema antigelo de admissão do motor adequadamente.

## Acidente
Às 14h21, horário local, o piloto apresentou uma série de planos de voo por instrumentos à Estação de Serviço de Voo Automatizado da Geórgia em Macon, Geórgia.
Às 20:58, o voo partiu do Aeroporto McGhee Tyson perto de Knoxville, Tennessee, em um voo comercial com destino ao Aeroporto Regional Tri-Cities em Blountville, Tennessee, com uma autorização de voo por instrumentos válida.
Às 21:10, durante o voo de cruzeiro de 7.000 pés, o voo foi contatado pelo controle de tráfego aéreo e notificado para antecipar uma aproximação do sistema de pouso por instrumentos (ILS) para a pista 23.
Às 21:28 o piloto relatou "Estamos fora do marcador" e foi autorizado a pousar pelo controle de tráfego aéreo.
Às 21:29 o contato de rádio entre o controlador de tráfego aéreo e o piloto foi perdido. Após uma descida descontrolada, a aeronave impactou o lado em declive de um prado a 5,5 milhas a nordeste do aeroporto, aproximadamente 0,5 milhas do farol marcador externo. Os destroços principais da aeronave pararam a aproximadamente 60 pés do ponto de impacto inicial em uma proa de 240 graus. Todas as quatro pessoas a bordo morreram no acidente. Um incêndio pós colisão consumiu a cabine, a seção central e a asa esquerda.

## Aeronave
A aeronave envolvida era uma Fairchild SA227-TT Merlin pressurizada, avião executivo turboélice duplp, número de série TT-527, e estava equipada com motores Garrett TPE331. A aeronave recebeu um certificado de aeronavegabilidade da FAA em 6 de setembro de 1985, prefixo N500AK.
No momento do acidente a fuselagem acumulava 2.294 horas e teve sua última inspeção 50 horas antes. O Fairchild foi listado como fazendo negócios para a Eastern Foods Inc. como uma aeronave corporativa Hooters e o proprietário era Robert H. Brooks.

## Tripulante
O piloto e único membro da tripulação era Charlie Campbell, de 48 anos, contratado pela Eastern Foods Inc. em 27 de janeiro de 1992 como piloto principal. Campbell possuía um Certificado da FAA válido como piloto de transporte aéreo comercial e tinha um tempo total de voo de 19.105 horas, incluindo 235 horas no Fairchild Merlin. Campbell foi classificado como tipo na aeronave do acidente, bem como o Beechjet 400 e McDonnell Douglas DC-9.

## Investigação
O Conselho Nacional de Segurança nos Transportes (NTSB) investigou o acidente e divulgou seu relatório em 16 de março de 1994. Durante uma entrevista após o acidente, o controlador de tráfego aéreo afirmou que observou a aeronave na abordagem final até que ela desaparecesse de vista, então ouviu um piloto fazer uma transmissão de rádio que ele não conseguia entender e testemunhou as luzes da aeronave em uma espiral íngreme caindo do parte inferior do nível de nuvem. A aeronave experimentou condições de congelamento antes de se aproximar do aeroporto e as informações do radar mostraram que a aeronave diminuiu substancialmente e começou uma descida rápida antes do acidente.
A partir do exame das evidências físicas, foi descoberto que nenhum dos motores estava funcionando e que as duas hélices estavam emplumadas no momento do impacto. Nenhuma evidência de falha no sistema da aeronave antes do acidente foi encontrada. O relatório do NTSB afirmou em parte que "Há evidências de que as luzes do anunciador anti-gelo da entrada do motor foram acesas durante o impacto", o que levou à determinação de que a causa provável do acidente foi "Falha do piloto em seguir os procedimentos relativos ao uso do sistema antigelo de admissão do motor e / ou ignição contínua durante a operação em condições de congelamento."

### Informações adicionais
O NTSB também descobriu uma carta de informações operacionais enviada a todos os proprietários / operadores de aeronaves equipadas com motores TPE331 pela Garrett Engine Division Of Allied Signal em fevereiro de 1988. A carta delineou casos em que os motores TPE331 queimavam durante as condições de congelamento enquanto desciam para um ar mais quente. O fabricante do motor sugeriu o uso de anti-gelo na entrada do motor sempre que a umidade for encontrada abaixo de 40 graus Fahrenheit.
Em junho de 1988, a Fairchild revisou o manual de voo do SA227-TT Merlin com relação a falhas no motor. Ele instruiu que o sistema de ignição contínua foi projetado para ajudar os motores a reacenderem rapidamente se o fluxo de ar ou combustível for interrompido temporariamente e forneceu uma lista de verificação a ser usada se as condições de gelo foram experimentadas com o sistema de proteção contra gelo não ligado. Seguindo a lista de verificação, ambos os interruptores do modo de ignição seriam trocados para "ignição de calor" ou ignição contínua. Em seguida, o interruptor de calor do motor esquerdo seria alterado para "motor e aquecimento". Devia-se então determinar se o motor esquerdo operar satisfatoriamente antes de selecionar o motor e o aquecimento de hélice para o motor direito. No entanto, o manual de voo não orienta ou avisa o piloto nesta seção, de um possível apagão se os procedimentos acima não forem seguidos.